# Globos de Ouro de 2015
A 20.ª edição dos Globos de Ouro ocorreu a 24 de maio de 2015, no Coliseu dos Recreios, em Lisboa. Foi apresentada por Bárbara Guimarães e transmitida na televisão pela SIC, uma das duas organizadoras dos prémios juntamente com a revista Caras.
Os atores Lilia Cabral e Lima Duarte foram os convidados internacionais desta edição dos Globos de Ouro.

## Vencedores e nomeados
NotaOs vencedores estão destacados a negrito.

### Cinema
| Melhor filme | Melhor atriz | Melhor ator |
| --- | --- | --- |
| Os Maias, de João Botelho - A Vida Invisível, de Vítor Gonçalves - O Grande Kilapy, de Zézé Gamboa - Os Gatos não Têm Vertigens, de António-Pedro Vasconcelos | Maria do Céu Guerra — Os Gatos não Têm Vertigens - Leonor Seixas — Sei Lá - Maria João Pinho — Os Maias e A Vida Invisível - Sara Barros Leitão — Pecado Fatal | Filipe Duarte — A Vida Invisível - Graciano Dias — Os Maias - Nuno Lopes — Cadências Obstinadas - Pedro Inês — Os Maias |

### Desporto
| Melhor desportista feminina                                                                                          | Melhor desportista masculino                                                                                                  | Melhor treinador                                                                                           |
| --- | --- | --- |
| Telma Monteiro (judo) - Filipa Martins (ginástica artística) - Sara Moreira (atletismo) - Teresa Almeida (bodyboard) | Cristiano Ronaldo (futebol) - Emanuel Silva e João Ribeiro (canoagem) - Marcos Freitas (ténis de mesa) - Rui Costa (ciclismo) | Jorge Jesus (futebol) - Ana Hormigo (judo) - Luís Duarte (hóquei em patins) - Pedro Rufino (ténis de mesa) |

### Moda
| Melhor modelo feminino | Melhor modelo masculino                                                                                       | Melhor estilista                                           |
| --- | --- | ---------------------------------------------------------- |
| Sara Sampaio (Central Models) - Daniela Hanganu (Central Models) - Francisca Perez (Best Models) - Sharam Diniz (L’Agence) | Ruben Rua (Elite) - Fernando Cabral (Karacter) - João Pedro (Best Models) - Gonçalo Teixeira (Central Models) | Filipe Faísca - Carlos Gil - Diogo Miranda - Miguel Vieira |

### Música
| Melhor intérprete individual | Melhor grupo | Melhor música                                                                                                  |
| --- | --- | --- |
| António Zambujo, com Rua da Emenda - Carminho, com Canto - The Legendary Tigerman, com True - Rodrigo Leão, com O Espírito de um País | Dead Combo, com A Bunch of Meninos - Buraka Som Sistema, com Buraka - D.A.M.A., com Uma Questão de Princípio - HMB, com Sente | Pica do 7, de António Zambujo - Vayorken, de Capicua - Às Vezes, de D.A.M.A. - Balada Astral, de Miguel Araújo |

### Teatro
| Melhor peça ou espetáculo | Melhor atriz | Melhor ator |
| --- | --- | --- |
| Tropa Fandanga, de Pedro Zegre Penim e José Maria Vieira Mendes - 40 e Então?, de Sónia Aragão - Pedro Páramo, de Miguel Seabra - Punk Rock, de Pedro Carraca | Sara Carinhas, em A Farsa - Ana Bustorff, em Coriolano - Ana Guiomar, em Vénus de Vison - Sandra Faleiro, em O Retrato de Dorian Gray | Diogo Infante, em Ode Marítima - Ivo Canelas, em Pedro Páramo - José Pedro Gomes, em Estamos Todos? - Paulo Pinto, em Cyrano de Bergerac |

### Revelação do Ano
- Tiago Teotónio Pereira (representação)
  - Bernardo Silva (futebol)
  - D.A.M.A. (música)
  - Vasco Ribeiro (surf)

### Prémio Mérito e Excelência
- Rede Globo

## Audiência
A gala ficou em segundo lugar na liderança pela audiência — atrás de Dança com as Estrelas, da TVI —, tendo alcançado 10,2% de rating e 30,2% de share, o que se traduz numa média de 969 000 telespectadores, uma quebra face aos valores conseguidos o ano anterior.